# Zeppos - Het Mercatorspoor
Zeppos - Het Mercatorspoor is een Vlaamse familie- en avonturenfilm uit 2022, geregisseerd door Douglas Boswell. 
Het scenario werd geschreven door Wouter Van Haver, geïnspireerd op het personage kapitein Zeppos uit het gelijknamige jeugdfeuilleton van Louis De Groof.
De hoofdrollen in de film worden vertolkt door Carry Goossens, Nathan Naenen en Britt Scholte. Andere rollen zijn er onder meer voor Koen De Bouw, Nora Gharib en Carlos Schram.

## Verhaal
Techno-geek Benjamin Kurrel (Nathan Naenen) krijgt op zijn achttiende verjaardag de erfenis van zijn vermiste vader Ben Kurrel waaronder een antiek boek. Hij schenkt het aan Slien (Britt Scholte) waarop hij stiekem verliefd is. Onbedoeld komen ze daarna in een avontuur terecht.
Het boek blijkt ooit aan cartograaf Mercator toebehoord te hebben. Op hun weg ontmoeten ze kapitein Zeppos (Carry Goossens) die nog met de vermiste vader heeft samengewerkt. Samen volgen ze het geheime spoor dat Mercator eeuwen geleden achterliet, maar een ongenadige tegenstander (Koen De Bouw) probeert hen te stoppen bij de ontrafeling van het mysterie. Bij de zoektocht wordt Benjamin ook geconfronteerd met zijn afkomst.

## Rolverdeling
| Acteur         | Personage       |
| -------------- | --------------- |
| Carry Goossens | Kapitein Zeppos |
| Nathan Naenen  | Benjamin Kurrel |
| Britt Scholte  | Slien Sleyp     |
| Koen De Bouw   | Victor Barral   |
| Nora Gharib    | Monica          |
| Carlos Schram  | Raf             |

## Productie

### Aankondiging
Sinds 2008 bestonden er plannen om een speelfilm te maken rond de Vlaamse jeugdserie Kapitein Zeppos uit de jaren 60. In 2019 kondigde het productiehuis Eyeworks aan dat de film er zou komen, met Carry Goossens in de rol van kapitein Zeppos.
De film kreeg in 2020 de naam "Zeppos, Het Mercatorspoor". Het is geen remake maar een moderne doorstart, waarin kapitein Zeppos samen met enkele nieuwe personages de strijd aanbindt met een organisatie die uit is op een antiek boek.

### Financiering
Hoofdproducent is Eyeworks, in coproductie met Phanta Basta! en Eén, met de medewerking van Streamz.
De film kwam tot stand met de steun van het Vlaams Audiovisueel Fonds, Flanders Image, Screen Flanders, Telenet, de Belgische tax shelter voor filmfinanciering en in samenwerking met SCIO Productions en Kinepolis Film Distribution.
De productie kwam tot stand met de steun van het Vlaams noodfonds corona van de Vlaamse regering en het Garantiefonds voor de Vlaamse onafhankelijke audiovisuele productiesector.

### Opnames
De opnames stonden gepland voor mei 2020, maar door de coronapandemie gingen de opnames onder regie van Douglas Boswell pas in juni 2021 van start. Er werd onder meer gedraaid in Gent, Rupelmonde en Vlassenbroek. 

### Promotie
De trailer van de film werd op 2 december 2021 gelanceerd. Op de avant-première verscheen Cary Goossens aan de rode loper achter het stuur van de rode Zeppos-amfibiewagen.

### Première
De film werd eerst op 23 februari 2022 in de Belgische bioscoopzalen verwacht. Die datum is later aangepast naar 30 maart 2022.

## Trivia
- Na de aftiteling toont de film een scène waarin Kapitein Zeppos het masker vindt van De Kat, de figuur uit een andere populaire jeugdreeks uit de jaren 70.